# Inocybe taxocystis
Inocybe taxocystis är en svampart som först beskrevs av J. Favre & E. Horak, och fick sitt nu gällande namn av Senn-Irlet 1992. Enligt Catalogue of Life ingår Inocybe taxocystis i släktet Inocybe,  och familjen Inocybaceae, men enligt Dyntaxa är tillhörigheten istället släktet Inocybe,  och familjen Crepidotaceae. Artens status i Sverige är: Ej påträffad. Inga underarter finns listade i Catalogue of Life.